# Karel Lomič
Karel Lomič (28. září 1924 Sychotín – 25. července 1952 Věznice na Cejlu) byl český voják a protikomunistický odbojář odsouzený komunistickým režimem k trestu smrti a popravený v roce 1952.

## Životopis
Narodil se v roce 1924 v Sychotíně otci Karlovi a matce Anně. V mládí se vyučil topičem, nicméně poté se stal vojákem. Se svou ženou Marií měl jedno dítě. Podle pozdějšího vyšetřování, jehož nezaujatost je otazná, měl zpronevěřit dvě pistole v hospodě a následně zvažoval odchod do zahraničí. Z vojenské služby poté v prosinci 1951 uprchl, ozbrojen samopalem, se svým kamarádem. Přes Slavkov, Brno, Kájov a Třebíč odcestovali do Libčic. Poblíž Moravského Krumlova však byli vypátráni příslušníky SNB a Státní bezpečnosti. Lomič se samopalem začal bránit, přičemž zasáhl dva příslušníky StB, které těžce zranil, přičemž jeden z nich zraněním později podlehl.

### Překročení státní hranice a smrt

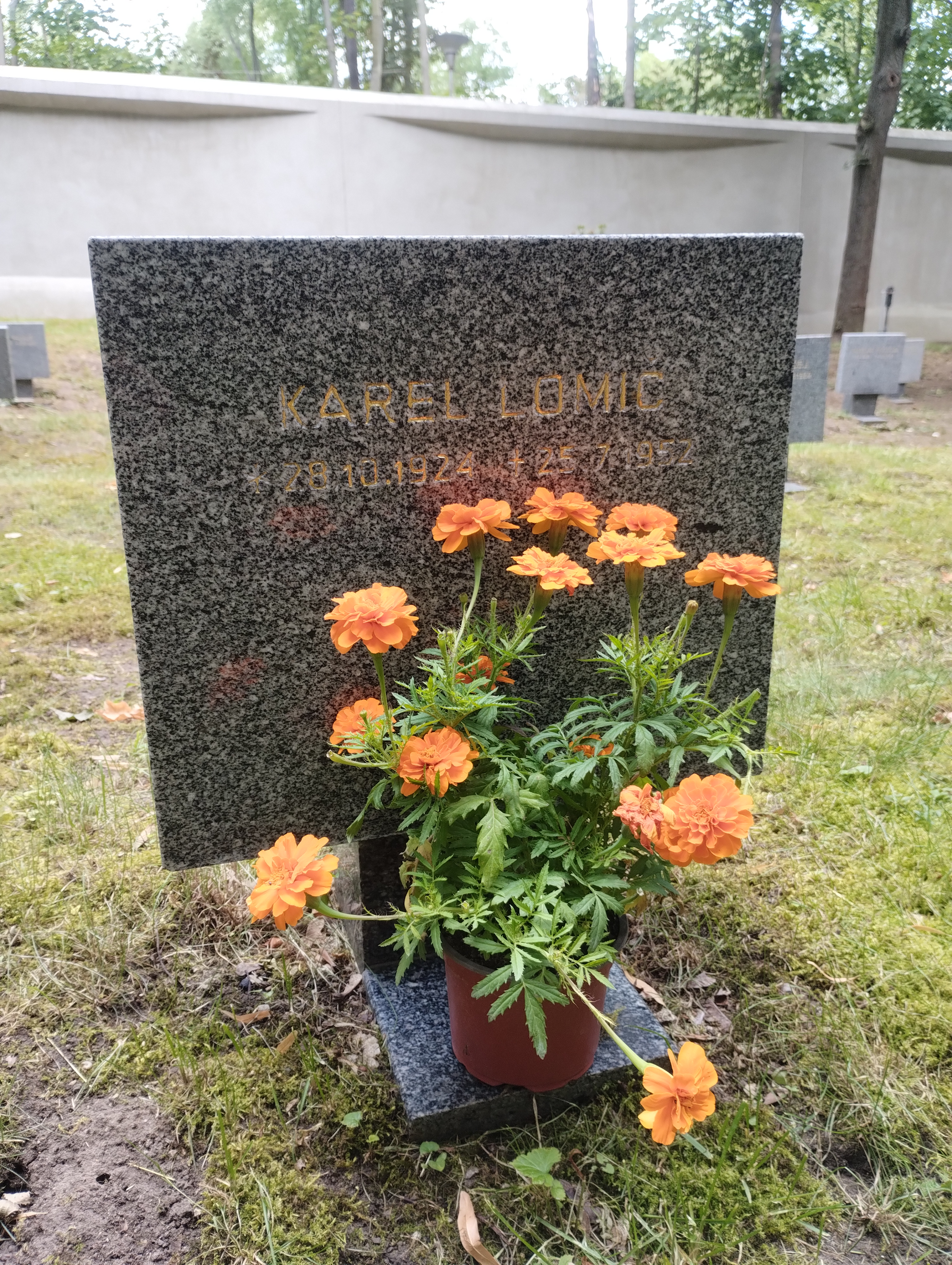
Symbolický náhrobek Karla Lomiče na Čestném pohřebišti v Ďáblicích

U obce Vrbka se mu podařilo překročit státní hranici do Rakouska. Tou dobou však byla jeho severozápadní část okupována Sovětským svazem. Rakouští policisté jej v této oblasti dopadli a zadrželi na nádraží. Posléze jej předali sovětům, načež byl ještě v prosinci 1951 odvezen zpět do Československa. V únoru 1952 byl obžalován a v březnu 1952 za trestné činy velezrady, vyzvědačství, zběhnutí, vydírání, vraždu, nedokonanou vraždu a rozkrádání národního majetku v politickém procesu zvaném Lomič a spol. odsouzen k trestu smrti a ztrátě občanských práv. V dubnu 1952 bylo zamítnuto Lomičovo odvolání proti rozsudku. Popraven byl v červenci 1952. Několik dalších osob bylo v procesu odsouzeno k dlouholetým trestům odnětí svobody.